# Anna Toman
Anna Frances Toman (Derby, 29 de abril de 1993) é uma jogadora de hóquei sobre a grama britânica, medalhista olímpica.

## Carreira
Toman integrou a Seleção Britânica de Hóquei sobre a grama feminino nos Jogos Olímpicos de Verão de 2020 em Tóquio, quando conquistou a medalha de bronze após derrotar a equipe indiana na disputa pelo pódio por 4–3.